# Układ smarowania
Układ smarowania ma za zadanie zmniejszenie oporu tarcia, odprowadzanie ciepła wytworzonego podczas tarcia, oczyszczanie trących powierzchni i odprowadzanie zanieczyszczeń do filtra, zabezpieczenie powierzchni przed korozją, uszczelnienie współpracujących powierzchni.
Układ smarowania ma na celu zmniejszenie zużycia pracujących części. 
Przykładem układu smarowania jest smarowanie obiegowo-ciśnieniowe.